# Klaus Wilhelm Roggenkamp
Klaus Wilhelm Roggenkamp (* 24. Dezember 1940 in Hannover; † 23. Juli 2021 in Sindelfingen) war ein deutscher Mathematiker, der sich mit Algebra befasste.

## Werdegang
Roggenkamp studierte 1960 bis 1964 Mathematik an der Universität Gießen, an der er 1967 bei Hermann Boerner promoviert wurde (Darstellungen endlicher Gruppen in Polynombereichen). Danach war er an der University of Illinois at Urbana-Champaign bei Irving Reiner, der Universität Montreal und der McGill University. Von 1970 bis 1974 war er Professor an der Universität Bielefeld und von 1974 bis 2002 Professor für Algebra an der Universität Stuttgart.
Er befasste sich unter anderem mit der Gruppe der Einheiten in ganzzahligen Gruppenringen unter anderem im Umfeld des Isomorphismenproblems endlicher Gruppenringe (mit Leonard Scott), Darstellungstheorie klassischer Ordnungen und höherdimensionaler Ordnungen.
Er war Invited Speaker auf dem Internationalen Mathematikerkongress 1990 in Kyoto (The isomorphism problem for integral group rings of finite groups). Er organisierte mehrere Konferenzen in Oberwolfach, teilweise mit Irving Reiner.
Das Isomorphismenproblem für Gruppenringe (Graham Higman, Dissertation Oxford 1940) fragt, ob aus dem Isomorphismus des Gruppenrings zweier Gruppen G1 und G2 über einem Körper oder den ganzen Zahlen der Isomorphismus der Gruppen folgt (umgekehrt folgt aus dem Isomorphismus der Gruppen der der Gruppenringe). Roggenkamp und Scott bewiesen das 1986 für endliche p-Gruppen über den p-adischen Zahlen. Die positive Lösung gerade für diesen (von Higman als schlechtesten angenommenen) Fall kam damals unerwartet. 1988 fand er mit Scott ein Gegenbeispiel zu einer schärferen Vermutung von Hans Zassenhaus (es wurde 2001 von Martin Hertweck in Stuttgart  auch ein Gegenbeispiel zur ursprünglichen Vermutung von Higman gefunden).
Er war Mitglied der Akademie gemeinnütziger Wissenschaften zu Erfurt und Ehrendoktor der Universität Constanța in Rumänien.

## Schriften
- mit Verena Huber-Dyson: Lattices over Orders (= Lecture Notes in Mathematics. 115 und 142). 2 Bände. Springer, Berlin u. a. 1970
- mit Irving Reiner: Integral representations (= Lecture Notes in Mathematics. 744). Springer, Berlin u. a. 1979, ISBN 3-540-09546-2.
- Integral representations and structure of finite group rings (= Département de Mathématiques, Université de Montréal. Séminaire de Mathématiques Supérieures. 71). Presses de l’Université de Montréal, Montreal 1980, ISBN 2-7606-0485-3.
- mit Martin J. Taylor: Group rings and class groups (= DMV-Seminar. 18). Birkhäuser, Basel u. a. 1992, ISBN 3-7643-2734-0.